# Baby's
 (novembre 2024).
Si vous disposez d'ouvrages ou d'articles de référence ou si vous connaissez des sites web de qualité traitant du thème abordé ici, merci de compléter l'article en donnant les références utiles à sa vérifiabilité et en les liant à la section « Notes et références ».
Baby's est un groupe de J-pop féminin, actif entre 1990 et 1992, constitué de trois  idoles japonaises: Mitsuyo Obara (小原光代, , née le 10 novembre 1976), Tomomi Hoshino (小原光代, , née le 12 juillet 1975), et surtout Juri Toyoda (豊田樹里, , née le 7 février 1975), qui connait le succès en solo après la séparation du groupe sous le nom Julia Mazda (松田樹利亜).

## Discographie

### Singles
- 1990.4.25 : EVERYBODY -YOU ARE THE ONLY ONE-
- 1990.7.25 : TEACHER TEACHER
- 1991.1.25 : Daikirai AGERU! (大キライ× A・GE・RU!?)